# شیخ منصور اشرمه

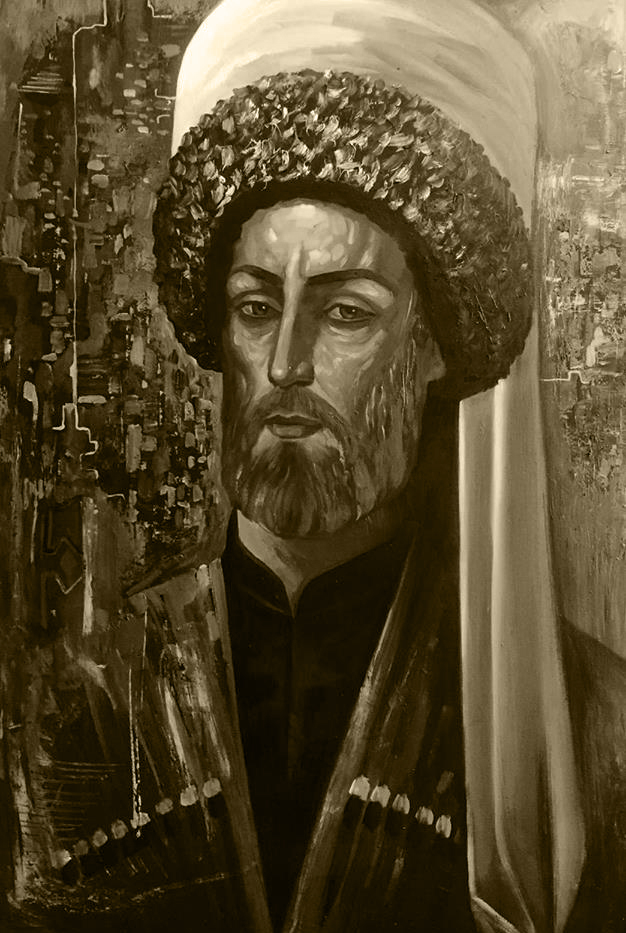
نگارهٔ منصور اُشُرمه، نظامی و رهبر مسلمان چچنی

شیخ منصور اُشُرمه (۲ ژوئن ۱۷۶۲ – ۱۳ آوریل ۱۷۹۴) فرمانده نظامی و رهبر اسلامی چچنی بود که برای سرزمین‌های چچن و چرکسیه جنگید. او در مقاومت علیه توسعه طلبی امپریالیستی کاترین کبیر به قفقاز در اواخر قرن هجدهم تأثیرگذار بود. شیخ منصور را اولین رهبر مقاومت در قفقاز شمالی علیه امپراتوری روسیه می‌دانند. او همچنان قهرمان مردم چچن و قفقاز شمالی و مبارزات آنها برای استقلال است.

## زندگی‌نامه
منصور اشرمه در اولِ آلدی (امروزه در حومه گروزنی) در منطقه چچن، واقع در دره رودخانه سونژا به دنیا آمد. بعداً برای تحصیل به داغستان رفت و سرانجام در مدرسه ای پیروی مکتب نقشبندیه اسلام صوفی ساکن شد. : 56 
در سال ۱۷۸۴، شیخ منصور، که دیگر یک امام شده بود، به چچن بازگشت و تجاوز امپراتوری روسیه به قفقاز شمالی او را آزرد. او به چچنی‌های غیر مسلمان باقیمانده دستور داد تا بسیاری از سنت‌های قدیمی پیگنیستی خود مرتبط با نیاپرستی را متوقف کنند، سیگار کشیدن و نوشیدن مشروبات الکلی را کنار بگذارند، عرف‌های اجتماعی را تحت تأثیر مفاهیم اسلامی قرار داد، و آنها را برای تلاش برای وحدت اسلامی موعظه کرد. این کار در سرزمینی که مردم آن تحت سنت‌ها، آداب و رسوم و مذاهب کهن زندگی می‌کردند، آسان نبود. سنت اسلامی در چچن، به ویژه در مناطق کوهستانی، مانند داغستان قوی نبود. اما جنگ مقدسی که او اعلام کرد، تلاشی برای اتحاد میان قوم چچن بود.
با محبوبیت پیام منصور در میان مردم چچن، امپراتوری روسیه تلاش کرد تا او را بدنام و در نهایت دستگیر کند. در سال ۱۷۸۵، روس‌ها یک لشکرکشی تنبیهی با ۵۰۰۰ سرباز به خانه‌اش در آلدی گسیل کردند که این روستا را خالی و متروک یافت. سربازان روسی که خشمگین شده بودند، روستا را غارت کردند و به آتش کشیدند. منصور پس از بازگشت به آلدی با دیگران، جهاد را علیه روس‌ها اعلام کرد. به زودی، مبارزان چچنی در نبرد سونژا پیروز شدند و صدها سرباز روسی را کشتند و به اسارت گرفتند.: 56 پس از آن، شیخ منصور مبارزان مقاومت را از داغستان از طریق کاباردیا گرد آورد. اکثر نیروها مردان جوان چچنی و داغستانی بودند که تا دسامبر ۱۷۸۵ به بیش از ۱۲۰۰۰ نفر رسیده بودند. با این حال، منصور در تلاش برای نفوذ به خاک روسیه شکست خورد و نتوانست قلعه قزلیار را تصرف کند.
پس از این، مردم روسیه شهرک‌های خود را تقویت کردند و امپراتریس روسیه کاترین کبیر نیروهای خود را از گرجستان به خط رود ترک عقب کشید. در سال ۱۷۸۶، نیروهای روسی قلعه جدید ولادی‌قفقاز را رها کردند و تا سال ۱۸۰۳ دیگر آن را اشغال نکردند. از سال ۱۷۸۷ تا ۱۷۹۱، در طول جنگ جنگ روسیه و عثمانی (۱۷۹۲–۱۷۸۷)، شیخ منصور به منطقه شمال‌غربی قفقاز در چرکسیه نقل مکان کرد و سنت اسلامی را در آنجا تقویت کرد. او چرکس‌ها و نوقایی‌ها را در حملات علیه نیروهای روسی رهبری می‌کرد.
در ژوئن ۱۷۹۱، شیخ منصور در قلعه عثمانی آناپا در دریای سیاه هنگامی که تحت محاصره قرار گرفت، دستگیر شد. او را به سن پترزبورگ آورده و مادام العمر زندانی کردند. در آوریل ۱۷۹۴، او در قلعه شلیسلبورگ درگذشت.